# Mycetophila lastovkai
Mycetophila lastovkai är en tvåvingeart som beskrevs av Caspers 1984. Mycetophila lastovkai ingår i släktet Mycetophila och familjen svampmyggor. Arten är reproducerande i Sverige. Inga underarter finns listade i Catalogue of Life.